# Ceremonia otwarcia Letnich Igrzysk Olimpijskich 2012
Ceremonia otwarcia Letnich Igrzysk Olimpijskich 2012 – wydarzenie, które rozpoczęło się w piątek, 27 lipca 2012 o godz. 21:00 czasu polskiego na Stadionie Olimpijskim w Londynie i trwało ponad 4 godziny. Rozgrywki otworzyła Królowa Elżbieta II.
Na wydarzenie wydano 27 mln funtów, co stanowiło dwukrotność pierwotnego budżetu. Ceremonia była oglądana przez prawie 900 milionów osób na całym świecie, stając się tym samym najczęściej oglądaną ceremonią w Wielkiej Brytanii i USA. Treść była w dużej mierze utrzymywana w tajemnicy przed występem, pomimo udziału tysięcy wolontariuszy i dwóch publicznych prób. Widzowie mogli obejrzeć odcinek Jamesa Bonda z epizodyczną rolą królowej, a także występ Rowana Atkinsona i London Symphony Orchestra, dyrygowanej przez Simona Rattle’a. W ceremonii brała udział m.in. J.K. Rowling, która przeczytała fragment „Piotrusia Pana”. W wydarzenie była zaangażowana też młodzież, co odzwierciedla aspirację „inspirowania pokoleń”, którą organizatorzy obrali za motto organizacji ceremonii. Motywem przewodnim było Isles of wonder.

## Przygotowania
Londyński Komitet Organizacyjny Igrzysk Olimpijskich i Paraolimpijskich (LOCOG) w czerwcu 2010 zwrócił się do Danny’ego Boyle’a, aby był dyrektorem ceremonii, a ten natychmiast się zgodził. W lipcu 2010 Boyle rozpoczął wstępne przygotowania z projektantem Markiem Tildesleyem, pisarzem Frankiem Cottrell-Boyce’em i projektantką kostiumów Suttirat Anne Larlarb. Chcieli stworzyć to, co było zasadniczo brytyjskie i przedstawić to, co świat myślał o Wielkiej Brytanii. Kiedy Boyle wrócił do pracy na uroczystości wiosną 2011 roku, poprosił Ricka Smitha z Underworld, z którym pracował nad kilkoma projektami filmowymi oraz jego kinową produkcją, aby był dyrektorem muzycznym. W tym samym czasie zespół przeniósł się do studio Three Mills we wschodnim Londynie, gdzie powstał model stadionu w skali 4x4. Ze względów bezpieczeństwa na laptopie redaktora Saschy Dhillona przechowywano wersję ceremonii stworzoną komputerowo. W obsadzie znaleźli się profesjonalni wykonawcy i 7500 wolontariuszy. Próby rozpoczęły się wiosną 2012 r. w plenerze w Dagenham (opuszczona fabryka Forda). Chociaż główni pracownicy musieli podpisać umowy o zachowaniu poufności, a niektóre elementy otrzymały kryptonim, Boyle obdarzył wolontariuszy ogromnym zaufaniem, prosząc ich po prostu o „uratowanie niespodzianki” i uniknięcie ujawnienia jakichkolwiek informacji. Zrekrutowano kolejnych ochotników do pomocy przy zabezpieczaniu oraz do wsparcia załogi technicznej. Trzy tygodnie przed ceremonią Mark Rylance, który miał objąć główną rolę, wycofał się po rodzinnej żałobie i został zastąpiony przez Kennetha Branagha.
Dzwon olimpijski, który powieszono na stadionie to największy harmonicznie dostrojony dzwon na świecie o wadze 23 ton. Był odlewany z mosiądzu pod kierunkiem Whitechapel Bell Foundry przez Royal Eijsbouts of the Netherlands. Wyryto na nim werset przemówienia Kalibana w Burzy „Nie bój się; wyspa pełna jest rozgłosów.

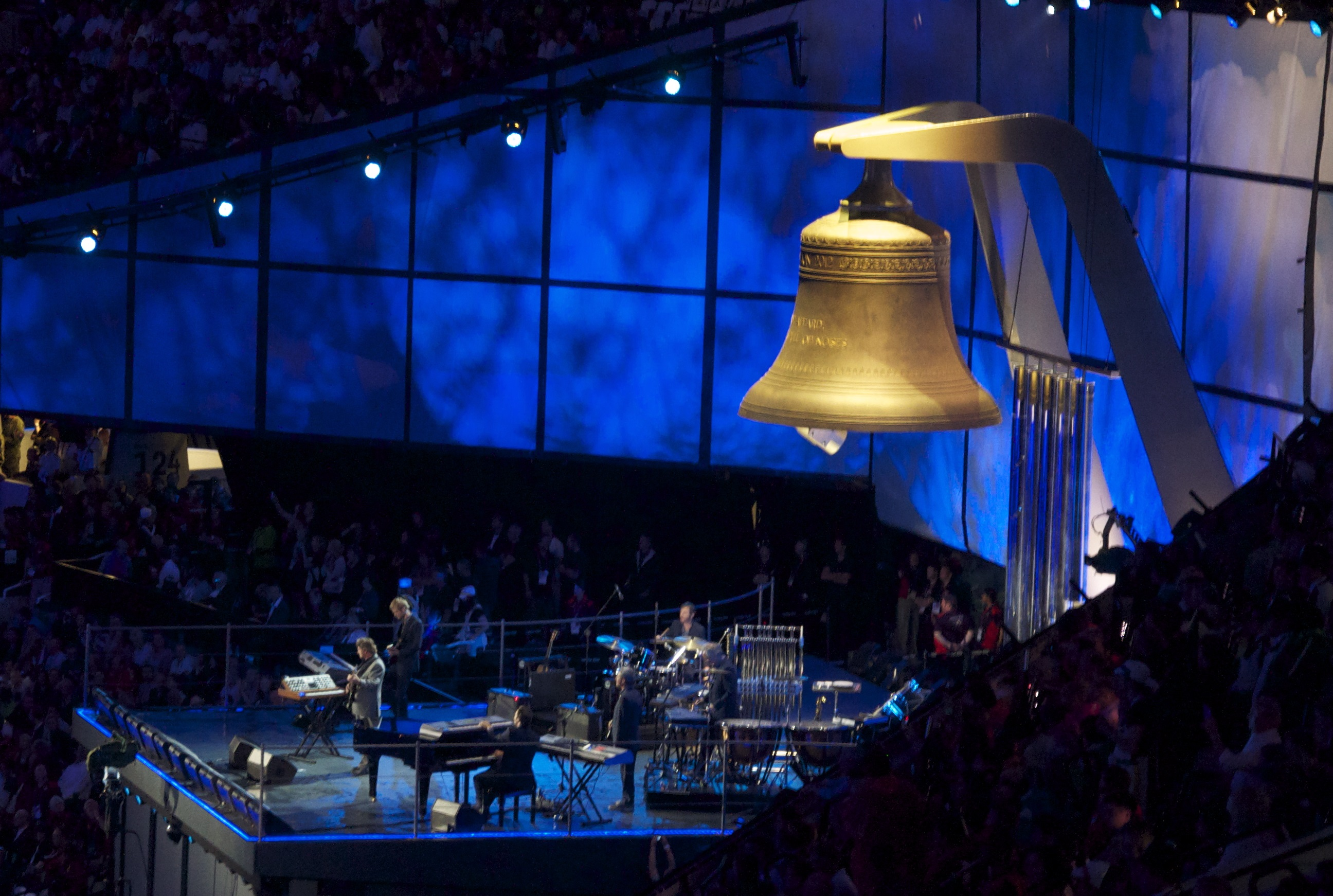
Dzwon olimpijski

Boyle obiecał ceremonię, w którą wszyscy będą się czuli zaangażowani. Część scenerii została zaprojektowana z prawdziwej trawy i ziemi. Wykorzystanie zwierząt (40 owiec, 12 koni, 3 krów, 2 kozy, 10 kurczaków, 10 kaczek, 9 gęsi i 3 owczarek pod opieką 34 osób zajmujących się zwierzętami) wywołało krytykę ze strony People for the Ethical Treatment of Animals (PETA). Boyle, któremu doradzało RSPCA, zapewnił PETA, że zwierzęta będą pod dobrą opieką.
Zdecydowana większość użytej muzyki pochodziła z Wielkiej Brytanii. AR Rahman, który współpracował z Boyle’em nad Slumdog Millionaire i 127 Hours, skomponował pendżabską piosenkę „Nimma Nimma”, aby zaprezentować wpływy hinduskie w Wielkiej Brytanii, zgodnie z życzeniem Boyle’a. Zaplanowano również włączenie do składanki większej ilości muzyki indyjskiej. Paul McCartney miał zamknąć całą ceremonię.
Sebastian Coe odegrał kluczową rolę w zaproszeniu królowej do wzięcia udziału w wydarzeniu. Boyle zasugerował, aby królową zagrała sobowtórka lub światowej klasy aktorka, taka jak Helen Mirren. Coe zdecydował się zapytać księżniczkę Annę, co myśli, a ona powiedziała mu, żeby zapytał królową. Coe przedstawił pomysł zastępcy sekretarza prywatnego królowej. Słysząc, że królowa byłaby szczęśliwa, mogąc grać samą siebie, był pozytywnie zaskoczony. Filmowanie odbyło się pod koniec marca 2012 r.

## Urzędnicy i goście

### Loża królewska
W loży królewskiej siedzieli królowa i książę Edynburga, książę Walii i inni członkowie brytyjskiej rodziny królewskiej. Towarzyszyli im arcybiskup Canterbury Rowan Williams, premier David Cameron, żona premiera Samantha Cameron, byli premierzy John Major, Tony Blair i Gordon Brown oraz burmistrz Londynu Boris Johnson. Wśród przedstawicieli ruchu olimpijskiego znaleźli się prezydent MKOl Jacques Rogge, Sebastian Coe i członkowie MKOl.

### Urzędnicy międzynarodowi
Ceremonia była największym sportowym zgromadzeniem światowych liderów w historii, większym niż ceremonia otwarcia w 2008 roku. W ceremonii uczestniczyło trzech przywódców wielostronnych, ponad 95 szefów państw i rządów oraz przedstawiciele pięciu organizacji i 120 krajów.

## Parada narodów
Paradę tradycyjnie rozpoczęła Grecja. Następnie państwa wchodziły w kolejności alfabetycznej (według nazwy angielskiej), a na samym końcu weszła Wielka Brytania, jako gospodarz Igrzysk. Każda delegacja narodowa wchodziła przy akompaniamencie muzyki, a nazwę narodową ogłaszano w języku francuskim i angielskim (oficjalne języki Igrzysk Olimpijskich).

## Podniesienie flagi
Flaga olimpijska została wniesiona przez takie osoby, jak sekretarz generalny ONZ Ban Ki-Moon, dyrygent Daniel Barenboim, Muhammad Ali, Haile Gebrselassie i Doreen Lawrence. Następnie zagrano hymn olimpijski i wywieszono flagę.

## Zapalenie znicza
W Londynie znicz zapaliło siedmioro młodych brytyjskich sportowców. Byli to: Callun Airlie, Jordan Duckitt, Desiree Henry, Katie Kirk, Cameron MacRitchie, Aidan Reynolds i Adelle Tracey.